# 無家可歸的小孩
《無家可歸的小孩》（日语：／ Ie Nakiko ?），是1994年和1995年日本電視台製作的電視劇，共兩季，在土曜大劇場時段播放。由童星安達祐實主演。

## 提要
本劇講述年僅12歲的女孩相澤鈴（安達祐實飾）自小在貧困和人情冷漠中成長，悲慘遭遇使她變成一個拜金小孩。面對不斷出現的艱險，鈴不但沒有退縮，反而向苦難挑戰。劇集取得極高的收視率，最高收視率達到37.2%，引起巨大的社會衝擊。鈴的台詞「同情我，就給我錢」（同情するなら金をくれ），更成為1994年度日本新語、流行語大賞的獲獎詞句。
台灣中視在1995年星期六下午時段以《無家的小孩》為名播出，雙語播出，主題曲為林佳儀的〈一個人的我依然會微笑〉（翻唱中島美雪主唱的該劇第一季主題曲〈天空與你之間〉），片尾曲為游鴻明的〈風雨中的朋友〉（收錄在游鴻明的《愛一回傷一回》專輯）。香港亞洲電視本港台在1995年以《沒有家的女孩》為名播出，主題曲沿用中島美雪的版本。

## 作品的變遷
| 日本電視台 | 日本電視台                             | 日本電視台 |
| ---------- | -------------------------------------- | ---------- |
|            | 無家可歸的小孩1 (1994.4.16 - 1994.7.2) |            |
| —          | —                                      |            |

| 日本電視台 | 日本電視台                             | 日本電視台 |
| ---------- | -------------------------------------- | ---------- |
|            | 無家可歸的小孩2 (1995.4.15 - 1995.7.8) |            |
| —          | —                                      |            |